# ストームキャット
ストームキャット (Storm Cat) はアメリカ合衆国のサラブレッド競走馬および種牡馬である。現役時代は優れた素質をうかがわせながらも不完全燃焼のまま引退したが、その後に種牡馬として大成功を収めた。1999年、2000年の北アメリカリーディングサイアー。

## 経歴
1985年にデビューし、ヤングアメリカステークス（当時米G1、現在は廃止）を制し、ブリーダーズカップ・ジュヴェナイルでも2着に入った。しかし翌年はクラシックに出走せず、秋に2戦したのみで翌1987年に引退。オーナーが所有するオーバーブルックファームで種牡馬入りし、1988年から供用された。初年度の種付け料は3万ドルだったが、初年度から活躍馬が続出し、1999年と2000年には北米リーディングサイアーに上り詰めた。また、2歳リーディングサイアーは7回獲得し、これは北米レコードである。2002年から2007年の種付け料は50万ドル（当時のレートで約6000万円）に設定された。この高額な種付け料は日本国内でも話題となった。
2008年5月13日（現地時間）、生殖能力低下のため種牡馬を引退すると報じられた。2008年は32頭に種付けを行ったが、受胎したのが3頭のみであり受胎率が大幅に低下していたためである。ただし、2009年からは人工授精が認められているクォーターホース繁殖用の種牡馬として供用された。2013年4月24日、高齢による合併症を患い、安楽死の処置がとられた。遺体はオーバーブルックファームに埋葬された。
後継種牡馬は北米リーディングサイアーを3回獲得したジャイアンツコーズウェイを中心に多数活躍しており、ストームキャット系と称される一大系譜を築いている。

### 競走成績
- 1985年（6戦3勝）
  - ヤングアメリカステークス (G1)
- 1986年（2戦1勝）
  - アローワンス

## 代表産駒
産駒の特徴としてはダートや欧州の深い芝など力が要る馬場に向き、特に北米で一般的な粘土質のダートコースとの相性は抜群に良い。その反面パワー偏重の不器用な産駒も多く、俗に言う「一本調子」タイプの種牡馬であるという評もある。距離適性は主に短距離からマイルを得意とするスプリンターが大半を占めるが、配合によっては更に長い距離のレースにも対応できる。体質は概ね頑健で仕上がりも早い。早熟型の血統が好まれる傾向が強い北米競馬界において、比較的息の長い活躍をみせる産駒も輩出している。
日本には50頭以上が輸入されたが、国内で走った産駒ではシーキングザダイヤが目立つ程度で、海外での実績と比較した場合やや物足りない点があることは否めない。前述の通りストームキャット産駒の多くは持ち前の優れたパワーが最大の武器であり、日本で走った産駒も平坦なダートコースでは一定の成績を残した。しかし勝負どころで一気に加速することが出来ない産駒も多く、軽く硬い高速馬場での一瞬の切れ味を要求される日本競馬には元来不向きな血統とする意見もある。ただし、ストームキャットを父系祖父または母の父としてもつ孫世代からはファレノプシス、メイショウボーラー、ゴスホークケン（産駒にマルターズアポジー）、サンライズバッカス、エーシンフォワード、エイシンアポロン、ロードカナロア、アユサン、キズナ、ラキシス、リアルスティール、ラヴズオンリーユーらがG1馬となっている。

### 海外調教馬
- 1989年産
  - ノヴェンバースノウ (November Snow)  - アラバマステークス、テストステークス
  - ハーラン (Harlan)  - ヴォスバーグステークス
- 1990年産
  - デザートストーマー (Desert Stormer)  - BCスプリント
  - ミストゥザストーム (Missed the Storm)  - テストステークス
  - ミストルキャット (Mistle Cat)  - ヴィトリオディカプア賞
- 1991年産
  - サーデュラ (Sardula)  - ケンタッキーオークス、ハリウッドスターレットステークス
  - タバスコキャット（*Tabasco Cat） - プリークネスステークス、ベルモントステークス
  - フォレストワイルドキャット (Forest Wildcat)  - 競走馬としては重賞2勝のみだったが、種牡馬としてG1馬を輩出
- 1993年産
  - シルケンキャット (Silken Cat)  - マザリンステークス
  - ヘネシー（*Hennessy） - ホープフルステークス
- 1994年産
  - アルディザ (Aldiza)  - ゴーフォーワンドハンデキャップ
  - シャープキャット (Sharp Cat)  - ラスヴァージネスステークス、サンタアニタオークス、エイコーンステークス、ラフィアンハンデキャップ、ベルデイムステークス、ハリウッドスターレットステークス
- 1995年産
  - アルジャブル (Aljabr)  - サセックスステークス、ロッキンジステークス
  - カティンカ (Catinca)  - ラフィアンハンデキャップ
  - キャットシーフ (Cat Thief)  - BCクラシック、スワップスステークス
- 1996年産
  - タクティカルキャット (Tactical Cat)  - ハリウッドフューチュリティ
  - フォレストリー (Forestry)  - キングズビショップステークス
- 1997年産
  - ジャイアンツコーズウェイ（*Giant's Causeway） - セントジェームズパレスステークス、エクリプスステークス、サセックスステークス、インターナショナルステークス、アイリッシュチャンピオンステークス
  - ハイイールド (High Yield)  - ファウンテンオブユースステークス、ブルーグラスステークス、ホープフルステークス
  - ファインダーズフィー（Finder's Fee） - メイトロンステークス、エイコーンステークス
- 1998年産
  - ブラックミナルーシュ (Black Minnaloushe)  - アイリッシュ2000ギニー、セントジェームズパレスステークス
  - レイジングフィーバー (Raging Fever)  - フリゼットステークス、オグデンフィップスハンデキャップ、メイトロンステークス
- 1999年産
  - ソフィスティキャット (Sophisticat)  - コロネーションステークス
- 2000年産
  - ネブラスカトルネード (Nebraska Tornado)  - 仏オークス、ムーランドロンシャン賞
  - ストームフラッグフライング (Storm Flag Flying)  - BCジュヴェナイルフィリーズ
  - デザート (Dessert)  - デルマーオークス
  - ホールドザットタイガー (Hold That Tiger)  - 仏グランクリテリウム
- 2001年産
  - グッドリワード (Good Reward)  - ハリウッドダービー、マンハッタンハンデキャップ
  - デネボラ (Denebola)  - マルセルブサック賞
  - ワンクールキャット (One Cool Cat)  - フェニックスステークス、ナショナルステークス
- 2002年産
  - スウィートカトマイン (Sweet Catomine)  - BCジュヴェナイルフィリーズ、デビュータントステークス
  - コンソリデーター (Consolidator)  - ブリーダーズフューチュリティ
- 2003年産
  - アフターマーケット (After Market)  - チャールズウィッテンガム記念ハンデキャップ、エディリードハンデキャップ
  - ブルーグラスキャット (Bluegrass Cat)  - ハスケルインビテーショナルハンデキャップ
- 2004年産
  - ミスターシドニー (Mr.Sidney)  - メーカーズマークマイルステークス
- 2005年産
  - ライフイズスウィート (Life Is Sweet)  - BCレディーズクラシック、サンタマルガリータインビテーショナルハンデキャップ
- 2006年産
  - コレイジャスキャット (Courageous Cat)  - シューメイカーブリーダーズカップマイルステークス

### 日本調教馬
- シーキングザダイヤ
  - モーリス・ド・ギース賞などを勝ったシーキングザパールを母に持つ良血。芝・ダート双方で重賞勝ちを収めて万能ともいえる素質を見せたが、詰めが甘いところがありGI制覇にはあと一歩及ばなかった。GI競走で2着9回という珍しい記録を持つことで知られる。
- スタープログラマー
  - 薗部博之の持ち馬だった。成績はいま一つだったが、血統の良さを買われて種牡馬としてアメリカへ渡った。
- ゲイリーイグリット
  - 交流重賞であるさきたま杯、兵庫ゴールドトロフィーを勝っている。
- フサイチギガダイヤ
  - 母がフサイチペガサスの全妹（母父がミスタープロスペクター）という良血馬。2004年のキーンランド・セプテンバー・イヤリングセールにおいて、関口房朗が3,400,000ドル（当時のレートで約3億7400万円）にて落札。「本物のストームキャット産駒の走りを日本で見せたい」という同オーナーの意向だったが、目立った成績をあげられなかった。

### 母方の祖父馬(ブルードメアサイアー)としての主な孫馬

#### 海外調教馬
勝ち鞍はGI級競走のみ表記。 
- スパイツタウン：ブリーダーズカップ・スプリント（父Gone West、母Silken Cat）
- スカイメサ：ホープフルステークス（父Pulpit、母Caress）
- フォークロア：ブリーダーズカップ・ジュヴェナイルフィリーズ、メイトロンステークス（父Tiznow、母Contrive）
- ノービズライクショービズ：ウッドメモリアルステークス（父Albert the Great、母Nightstorm）
- グレンイーグルス：ヴィンセントオブライエンナショナルステークス、2000ギニーステークス、アイリッシュ2000ギニー、セントジェームズパレスステークス（父Galileo、母You'resothrilling）
- シドニーズキャンディ：サンタアニタダービー（父Candy Ride、母Fair Exchange）
- ボーディマイスター：アーカンソーダービー（父エンパイアメーカー、母Untouched Talent）
- シェアードビリーフ：キャッシュコールフューチュリティ、パシフィッククラシック、オーサムアゲインステークス、マリブステークス、サンタアニタハンデキャップ（父Candy Ride、母Common Hope）
- オナーコード：メトロポリタンハンデキャップ、ホイットニーハンデキャップ（父A.P.Indy、母Serena's Cat）
- マーヴェラス：愛1000ギニー（父Galileo、母You'resothrilling）
- デコレーテッドナイト：ジェベルハッタ、タタソールズゴールドカップ、愛チャンピオンステークス（父Galileo、母Pearling）
- チャーチル：ヴィンセントオブライエンステークス、デューハーストステークス、2000ギニーステークス、アイリッシュ2000ギニー（父Galileo、母Meow）
- ハッピリー：モイグレアスタッドステークス、ジャン・リュック・ラガルデール賞（父Galileo、母You'resothrilling）
- スタディオブマン：ジョッケクルブ賞（父ディープインパクト、母セカンドハピネス）
- ジョーンオブアーク：ディアヌ賞（父Galileo、母You'resothrilling）
- レイジングシー：パーソナルエンスンステークス、ラトロワンヌステークス（父Curlin、母Stormy Welcome）

#### 日本調教馬
- ファレノプシス：桜花賞、秋華賞、エリザベス女王杯（父ブライアンズタイム、母キャットクイル）
- メイショウボーラー：フェブラリーステークス（父タイキシャトル、母ナイスレイズ）
- ロードカナロア ：スプリンターズステークス2回、香港スプリント2回、高松宮記念、安田記念（父キングカメハメハ、母レディブラッサム）
- アユサン：桜花賞（父ディープインパクト、母バイザキャット）
- キズナ：東京優駿（父ディープインパクト、母キャットクイル）
- ラキシス：エリザベス女王杯（父ディープインパクト、母マジックストーム）
- サトノアラジン：安田記念（父ディープインパクト、母マジックストーム）
- エイシンヒカリ：香港カップ、イスパーン賞（父ディープインパクト、母キャタリナ）
- リアルスティール：ドバイターフ（父ディープインパクト、母ラヴズオンリーミー）
- ダノンレジェンド：JBCスプリント（父Macho Uno、母マイグッドネス）
- ラヴズオンリーユー：優駿牝馬、クイーンエリザベス2世カップ、BCフィリー＆メアターフ、香港カップ（父ディープインパクト、母ラヴズオンリーミー）
- ダノンキングリー：安田記念（父ディープインパクト、母マイグッドネス）
- ベルグチケット：フェアリーステークス（父ウイニングチケット、母ベルグストーム）
- ブラックタキシード：セントライト記念（父サンデーサイレンス、母オーピーキャット）
- グラスワールド：ダービー卿チャレンジトロフィー（父Rahy、母A Chance of Storm）
- シンコールビー：フローラステークス（父サクラローレル、母ダズリンデセプション）
- ハリーズコメット：北海道スプリントカップ（父スターオブコジーン、母ウィッチズハット）
- オースミダイドウ：デイリー杯2歳ステークス（父スペシャルウィーク、母ストームティグレス）
- タガノエリザベート：ファンタジーステークス（父スペシャルウィーク、母ストレイキャット）
- メテオロロジスト：佐賀記念（父Golden Missile、母バイユーストーム）
- ショウナンマイティ：産経大阪杯（父マンハッタンカフェ、母ラグジャリー）
- ヒラボクディープ：青葉賞（父ディープインパクト、母キャットアリ）
- レッドスパーダ：京王杯スプリングカップ、東京新聞杯、関屋記念（父タイキシャトル、母バービーキャット）
- キャットコイン：クイーンカップ（父ステイゴールド、母ストレイキャット）
- ロックディスタウン：札幌2歳ステークス（父オルフェーヴル、母ストレイキャット）
- ゴーフォザサミット：青葉賞（父ハーツクライ、母ウィッチズハット）
- レッドアンシェル：CBC賞、北九州記念（父マンハッタンカフェ、母スタイルリスティック）
- ワンブレスアウェイ：愛知杯（父ステイゴールド、母ストレイキャット）
- ナムラクレア：小倉2歳ステークス、函館スプリントステークス、シルクロードステークス、キーンランドカップ、阪神カップ（父ミッキーアイル、母サンクイーンII）
- レッドジェネシス：京都新聞杯（父ディープインパクト、母リュズキナ）

母の父としては、日本供用種牡馬のうち特にディープインパクトとの相性の良さが目立った。日本国外でも、仏ダービーを勝ったスタディオブマンが同配合で、また仏1000ギニーを勝ったディープインパクト産駒ビューティーパーラーも母父父にはストームキャットを持っている。サラブレッド血統センターの藤井正弘は、これを「当代随一のGI馬製造ニックス」と紹介している。

## 血統表
| ストームキャットの血統          | ストームキャットの血統                 | ストームキャットの血統  | （血統表の出典）        | （血統表の出典） |
| 父系                            | ストームバード系                       | ストームバード系        | ストームバード系        | [ § 2 ]          |
| 父 Storm Bird 1978 鹿毛 カナダ  | 父の父Northern Dancer 1961 鹿毛 カナダ | Nearctic                | Nearco                  | Nearco           |
| 父 Storm Bird 1978 鹿毛 カナダ  | 父の父Northern Dancer 1961 鹿毛 カナダ | Nearctic                | Lady Angela             |                  |
| 父 Storm Bird 1978 鹿毛 カナダ  | 父の父Northern Dancer 1961 鹿毛 カナダ | Natalma                 | Native Dancer           | Native Dancer    |
| 父 Storm Bird 1978 鹿毛 カナダ  | 父の父Northern Dancer 1961 鹿毛 カナダ | Natalma                 | Almahmoud               |                  |
| 父 Storm Bird 1978 鹿毛 カナダ  | 父の母South Ocean 1967 鹿毛 カナダ     | New Providence          | Bull Page               | Bull Page        |
| 父 Storm Bird 1978 鹿毛 カナダ  | 父の母South Ocean 1967 鹿毛 カナダ     | New Providence          | Fair Colleen            |                  |
| 父 Storm Bird 1978 鹿毛 カナダ  | 父の母South Ocean 1967 鹿毛 カナダ     | Shining sun             | Chop Chop               | Chop Chop        |
| 父 Storm Bird 1978 鹿毛 カナダ  | 父の母South Ocean 1967 鹿毛 カナダ     | Shining sun             | Solar Display           |                  |
| 母 Terlingua 1976 栗毛 アメリカ | 母の父Secretariat 1970 栗毛            | Bold Ruler              | Nasrullah               | Nasrullah        |
| 母 Terlingua 1976 栗毛 アメリカ | 母の父Secretariat 1970 栗毛            | Bold Ruler              | Miss Disco              |                  |
| 母 Terlingua 1976 栗毛 アメリカ | 母の父Secretariat 1970 栗毛            | Somethingroyal          | Princequillo            | Princequillo     |
| 母 Terlingua 1976 栗毛 アメリカ | 母の父Secretariat 1970 栗毛            | Somethingroyal          | Imperatrice             |                  |
| 母 Terlingua 1976 栗毛 アメリカ | 母の母Crimson Saint 1969 栗毛          | Crimson Satan           | Spy Song                | Spy Song         |
| 母 Terlingua 1976 栗毛 アメリカ | 母の母Crimson Saint 1969 栗毛          | Crimson Satan           | Papila                  |                  |
| 母 Terlingua 1976 栗毛 アメリカ | 母の母Crimson Saint 1969 栗毛          | Bolero Rose             | Bolero                  | Bolero           |
| 母 Terlingua 1976 栗毛 アメリカ | 母の母Crimson Saint 1969 栗毛          | Bolero Rose             | First Rose              |                  |
| 母系(F-No.)                     | Crimson Saint系(FN:8-c)                | Crimson Saint系(FN:8-c) | Crimson Saint系(FN:8-c) | [ § 3 ]          |
| 5代内の近親交配                 | Nearco 4×5                             | Nearco 4×5              | Nearco 4×5              | [ § 4 ]          |
| 出典                            | 1. 2. 3. 4.                            | 1. 2. 3. 4.             | 1. 2. 3. 4.             | 1. 2. 3. 4.      |

- 母ターリングアはアメリカで重賞5勝。
- 半妹にアメリカで重賞3勝のチャペルオブドリームズがおり、その子孫に2008年レーシングポストトロフィー勝ち馬のクラウデッドハウス、2025年関屋記念勝ち馬のカナテープがいる。
- 現在種牡馬になっているロイヤルアカデミー（ジュライカップ、ブリーダーズカップ・マイル優勝）とパンチョヴィラ（アメリカで重賞3勝）はターリングアの半弟にあたる。